# Триатлон на летних юношеских Олимпийских играх 2010
Соревнования по триатлону на летних юношеских Олимпийских играх 2010 состоялись 15, 16 и 19 августа в Западном Прибрежном Парке.

## Расписание
| Время | Дата       | Соревнование       |
| ----- | ---------- | ------------------ |
| 09:00 | 15 августа | Девушки            |
| 09:00 | 16 августа | Юноши              |
| 09:00 | 19 августа | Смешанная эстафета |

## Общий зачёт
| Место | Страна         | Золото | Серебро | Бронза | Всего |
| ----- | -------------- | ------ | ------- | ------ | ----- |
| 1     | Япония         | 1      | 0       | 0      | 1     |
| 1     | Новая Зеландия | 1      | 0       | 0      | 1     |
| 2     | США            | 0      | 1       | 1      | 2     |
| 3     | Австралия      | 0      | 1       | 0      | 1     |
| 4     | Австрия        | 0      | 0       | 1      | 1     |
| Всего | Всего          | 2      | 2       | 2      | 6     |

## Медалисты

### Женщины
| Золото          | Серебро                 | Бронза          |
| Юка Сато Япония | Элли Солтхаус Австралия | Келли Уитли США |

### Мужчины
| Золото                       | Серебро             | Бронза              |
| Аарон Барклай Новая Зеландия | Кевин Макдауэлл США | Алоис Кнабл Австрия |

### Смешанная эстафета
| Золото                                                                   | Серебро                                                           | Бронза                                                             |
| Европа 1 Эстер Дудаш Мигель Валенте Фернандес Фэнни Байсарон Алоис Кнабл | Океания 1 Элли Солтхаус Михаэль Госман Мэдди Диллон Аарон Барклай | Америка 1 Келли Уитли Кевин Макдауэлл Адриана Барраса Лаутаро Диас |